# Adolfo Aristeguieta
Adolfo Aristeguieta Gramcko, psiquiatra y diplomático venezolano que nació en Caracas el 23 de enero de 1929 y falleció en el Junko (a las afueras de Caracas) el 31 de julio de 1998.

## Sus estudios
Cursó sus estudios de primaria en Puerto Cabello, estado Carabobo, a unos 260 km al oeste de Caracas.
Estudió bachillerato en el Colegio de La Salle en Caracas, y se graduó como bachiller en Ciencias Biológicas.
Estudió medicina en la Universidad Central de Venezuela, Escuela Luis Razetti y obtuvo el título de Médico Cirujano, y luego el Doctorado en Medicina, con una tesis sobre medicina tropical.
Estudió posteriormente Psiquiatría en Chile y Suiza, ejerciendo como especialista.

## Su tarea profesional
Estuvo vinculado al Consejo Venezolano del Niño, donde trabajó en favor de los menores recluidos.
Diseñó y dirigió "Acampando como Scout". Una actividad dirigida por Scouts donde los participantes son muchachos de muy bajos recursos, zonas marginales o muchachos sin hogar.
Integró la Sociedad Venezolana de Historia de la Medicina
Fue diplomático. El Presidente de la República Luis Herrera Campins lo nombró embajador de Venezuela en Alemania donde tuvo una destacada labor. Durante su ejercicio como embajador, logró que por primera vez todo el personal de la Misión Diplomática venezolana, fuese bilingüe Español - Alemán . En 1984, su último año como embajador, dio el discurso de orden con motivo de la creación de la Cátedra "Simón Bolívar" en la Universidad de Colonia,Alemania. 
Además del español, dominaba el inglés, francés, alemán y otros idiomas.
Colaboró con publicaciones como La Gaceta Homeopática de Caracas e integró el Consejo Directivo del I Congreso Venezolano de Medicina Homeopática.

## Su papel en elMovimiento Scout
Fue scout en el Grupo Scout La Salle, luego se destacó como formador de dirigentes en la Asociación de Scouts de Venezuela, desempeñándose posteriormente a nivel regional y mundial en la Organización Mundial del Movimiento Scout. Uno de sus aportes más destacados son sus libros El valor pedagógico del Libro de las Tierras Vírgenes, que explica el Método Scout yArchivado el 27 de agosto de 2008 en Wayback Machine. que rescata las enseñanzas y moralejas de la novela El libro de la selva de Rudyard Kipling para los niños.

## Su rol en laAsociación de Scouts de Venezuela
Luego de la 1° Conferencia Interamericana de Escultismo, en 1946, Venezuela se insertó aún más en el Escultismo Mundial y el adiestramiento se orientó al esquema de Gilwell.
Por esos años varios fueron los dirigentes venezolanos que tomaron sus cursos en el exterior, por lo general cursos de Insignia de Madera, entre ellos recordamos a Adolfo Aristeguieta Gramcko, quien cursó su Insignia de Madera en Catalina de Güines, Cuba.
En 1951 se creó la Oficina Nacional de Adiestramiento, dirigida por el scouter Franz L. Huigen, adscrita a la oficina Nacional.
A mediados de la década de 1950 realizó su capacitación como formador y empezó a desempeñarse en la Oficina Nacional de Adiestramiento de la Asociación de Scouts de Venezuela, dirigiendo cursos en el Campo Escuela Paramacay.
En diciembre de 1955 formó parte de la organización del primer Curso de la Insignia de Madera dictado en Venezuela en la hacienda "La Guadalupe", en Ocumare del Tuy, estado Miranda.
En marzo de 1956 colabora en el curso de Insignia de Madera para Comisionados.
En 1957 actúa como Jefe de Campo del primer curso de Insignia de Madera para dirigentes de Lobatos en la Hacienda El Encantado.
A principios de la década de 1960 asume como Comisionado Nacional de Adiestramiento de la Asociación de Scouts de Venezuela.

## Proyección a nivel latinoamericano y mundial
Diseño y dirigió por muchos países latinoamericanos el Seminario "Nuevos Rumbos", donde llamaba a reflexionar sobre el origen del Escultismo, sus Principios, Método, Programa y la necesidad de llevarlo a más muchachos.
Fue Secretario Ejecutivo del Comité Scout Interamericano (antes Consejo Interamericano de Escultismo) cuando su sede estaba en San José de Costa Rica.
Asesoró al Consejo Económico y Social de la Organización de Estados Americanos (OEA) como representante del Consejo Interamericano de Escultismo
Trabajó en la Oficina Scout Mundial, donde se le encomendó la revisión del programa de adiestramiento.
En 1976 la Organización Mundial del Movimiento Scout lo condecoró con el Lobo de Bronce, el máximo reconocimiento de dicho movimiento juvenil por su labor en el Comité Scout Mundial y Regional.
En reconocimiento a su importante papel en la capacitación de varias generaciones, la Asociación de Scouts de Venezuela instituyó la Orden Adolfo Aristeguieta Gramcko para reconocer a los Dirigentes Scout con una demostrada dedicación al diseño, implementación y evaluación de la capacitación. Esta orden resalta la importancia del trabajo en el diseño curricular y su constante revisión para garantizar su actualidad y por ende la calidad de los eventos decapacitación. Se otorga por esfuerzo constante en esta área por periodos no menores a ocho años, a pesar de otras funciones asumidas en la Institución.
La World Baden-Powell Fellowship lo nombró Miembro honorario in memoriam.
Su hermano Enrique Aristeguieta Gramcko (Puerto Cabello, 7 de mayo de 1933) es un abogado y político venezolano, que militó durante varios años en el partido Social Cristiano Copei. Fue miembro de la Junta Patriótica (en representación de dicho partido) que derrocó al dictador Marcos Pérez Jiménez el 23 de enero de 1958.